# Panamerikanische Spiele 1983/Fußball
Zum neunten Mal wurden 1983 bei panamerikanischen Spielen ein Fußballturnier durchgeführt. Es fand in der Hauptstadt Venezuelas, Caracas  zwischen dem 15. und 27. August 1983 statt.
Zehn Teams spielten in einer Vorrunde gegeneinander. Die Gruppensieger qualifizierten sich für das Halbfinale.

## Originale Besetzung
Ursprünglich hätten zwölf Teams teilgenommen. Da jedoch Honduras und Surinam verzichteten, mussten die Gruppen neu organisiert werden. Ursprüngliche Organisation:
- Gruppe A: Venezuela, Chile, Surinam
- Gruppe B: Brasilien, USA, Bermuda
- Gruppe C: Argentinien, Guatemala, Honduras
- Gruppe D: Uruguay, Mexiko, Kuba

## Vorrunde

### Gruppe A
| Pl. | Land      | Sp. | S | U | N | Tore    | Diff. | Punkte |
| --- | --------- | --- | - | - | - | ------- | ----- | ------ |
| 1.  | Uruguay   | 2   | 2 | 0 | 0 | 002:000 | +2    | 04     |
| 2.  | Venezuela | 2   | 1 | 0 | 1 | 003:300 | ±0    | 02     |
| 3.  | Bermuda   | 2   | 0 | 0 | 2 | 002:400 | −2    | 0      |

|           |   |           |     |
| Uruguay   | – | Venezuela | 1:0 |
| Uruguay   | – | Bermuda   | 1:0 |
| Venezuela | – | Bermuda   | 3:2 |

### Gruppe B
| Pl. | Land        | Sp. | S | U | N | Tore    | Diff. | Punkte |
| --- | ----------- | --- | - | - | - | ------- | ----- | ------ |
| 1.  | Brasilien   | 2   | 2 | 0 | 0 | 003:000 | +3    | 04     |
| 2.  | Mexiko      | 2   | 1 | 0 | 1 | 002:100 | +1    | 02     |
| 3.  | Argentinien | 2   | 0 | 0 | 2 | 000:400 | −4    | 0      |

|           |   |             |     |
| Brasilien | – | Mexiko      | 1:0 |
| Brasilien | – | Argentinien | 2:0 |
| Mexiko    | – | Argentinien | 2:0 |

### Gruppe C
| Pl. | Land               | Sp. | S | U | N | Tore    | Diff. | Punkte |
| --- | ------------------ | --- | - | - | - | ------- | ----- | ------ |
| 1.  | Guatemala          | 3   | 1 | 2 | 0 | 004:200 | +2    | 04     |
| 2.  | Chile              | 3   | 1 | 2 | 0 | 003:200 | +1    | 04     |
| 3.  | Kuba               | 3   | 0 | 3 | 0 | 001:100 | ±0    | 03     |
| 4.  | Vereinigte Staaten | 3   | 0 | 1 | 2 | 001:500 | −4    | 01     |

|           |   |       |     |
| USA       | – | Kuba  | 0:0 |
| Guatemala | – | Chile | 1:1 |
| Guatemala | – | Kuba  | 1:1 |
| Chile     | – | USA   | 2:1 |
| Guatemala | – | USA   | 3:0 |
| Chile     | – | Kuba  | 0:0 |

## Halbfinale
|         |   |           |     |
| Uruguay | – | Guatemala | 2:1 |

## Finale
|           |   |         |     |
| Brasilien | – | Uruguay | 0:1 |